# День спадщини (ПАР)
День спадщини — південно-африканське свято, яке відмічається 24 вересня. Цього дня південно-африканців заохочують святкувати на честь своєї культури та різноманіття вірувань і традицій у нації, що належить усім її людям.

## Історія свята до 1995 року
У Квазулу-Наталі День спадщини 24 вересня також відомий як День Шаки, в пам'ять про зулуського короля Шаку.